# Orthogeomys hispidus
Orthogeomys hispidus är en däggdjursart som först beskrevs av Leconte 1852.  Orthogeomys hispidus ingår i släktet Orthogeomys och familjen kindpåsråttor. IUCN kategoriserar arten globalt som livskraftig. Inga underarter finns listade i Catalogue of Life. Wilson & Reeder (2005) skiljer mellan 12 underarter.

## Utseende
Vuxna individerna blir med svans 30 till 35 cm långa, svanslängden är 7,5 till 8,5 cm och vikten ligger mellan 450 och 600 g. Arten har 4,0 till 4,5 cm långa bakfötter och 0,8 till 1,0 cm stora öron. I låglandet har Orthogeomys hispidus en tunn päls med borstiga hår på ovansidan. Populationer i bergstrakter har en tätare päls. Pälsens färg på ryggen är mörkbrun till ockra med inslag av gult. Undersidans päls är ljusare i samma färg. Liksom hos andra släktmedlemmar förekommer en fåra på de övre framtänders framsida. Arten har en diploid kromosomuppsättning med 58 kromosomer (2n=58).

## Utbredning
Arten förekommer från östra Mexiko till nordvästra Honduras. Den vistas i låglandet och i bergstrakter upp till 2400 meter över havet. Habitatet utgörs av öppna sandiga landskap och av jordbruksmark. Orthogeomys hispidus hittas även i skogar och buskskogar.

## Ekologi
Individerna är främst aktiva på natten. De skapar underjordiska tunnelsystem med gångar som har en diameter av cirka 10 cm. Honor föder troligen två ungar per kull.
Tunnelsystemet kan vara 60 meter lång och de djupaste delar ligger en meter under markytan. Honor kan para sig under alla årstider men de flesta ungar föds mellan oktober och juni. Efter dräktigheten föder honan vanligen två ungar. I odlingsområden (särskild där sisal odlas) är Orthogeomys hispidus ett skadedjur.